# (876) Scott
(876) Scott és un asteroide pertanyent al cinturó d'asteroides descobert el 20 de juny de 1917 per Johann Palisa des de l'observatori de Viena, Àustria.
Està nomenat en honor d'I. Scott, qui durant anys va ajudar el personal de la universitat de Viena.
Forma part de la família asteroidal d'Eos.